# Lawinenairbag

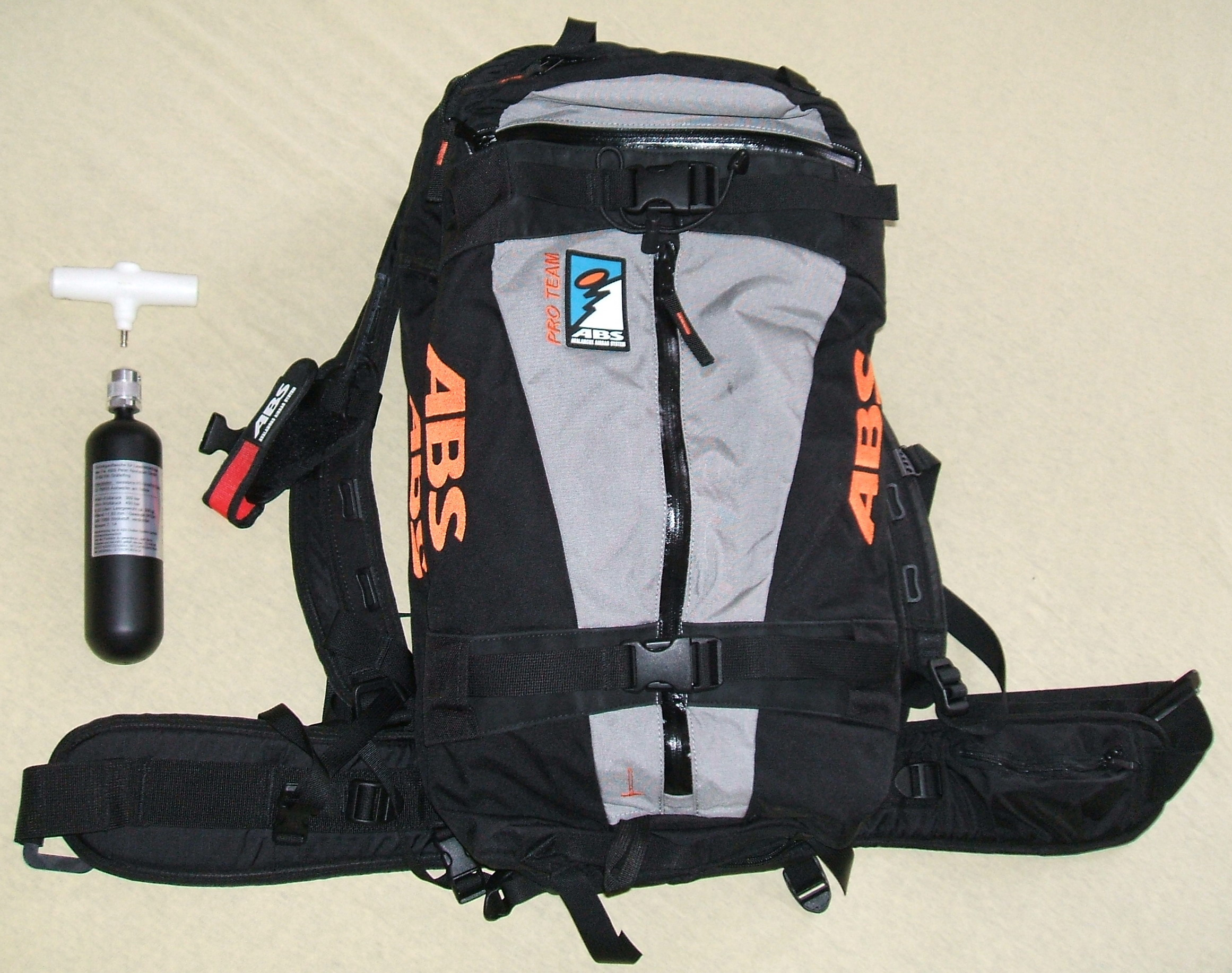
Ein Lawinenairbag mit Auslöseeinheit (Patrone und Auslösegriff, links im Bild)

Der Lawinenairbag (Avalanche Airbag System, Lawinenrucksack) ist ein wiederverwendbares Produkt, das die Überlebenswahrscheinlichkeit von Personen, die von einer Lawine erfasst werden, erhöhen soll. Der Lawinenairbag ist für Skitourengeher und Variantenfahrer (auch Freerider genannt) gedacht, die sich abseits der gesicherten Pisten bewegen. Nach wissenschaftlichen Erkenntnissen ist der Lawinenrucksack das kommerziell erhältliche System, welches Wintersportlern die höchste Überlebenswahrscheinlichkeit bei einem Lawinenunfall bietet. Er bietet jedoch keineswegs völlige Sicherheit; auch mit Lawinen-Airbag müssen daher Vorsichtsregeln für das Verhalten im alpinen Gelände eingehalten werden.

## Geschichte
Der Oberförster Josef Hohenester aus Bad Reichenhall machte in den 1970er Jahren die Erfahrung, dass er in einer Schneebrettlawine nicht von den Schneemassen begraben wurde, sondern nahe an der Oberfläche blieb, als er Wildbret auf den Schultern transportierte. Durch Tests mit großvolumigen Kanistern und Ballons, die er in Lawinenabgängen beobachtete, konnte er dieses Verhalten reproduzieren. Ein Forschungszentrum bestätigte seine Theorie durch eine Reihe von professionellen Versuchen. Die Anmeldung des Patents durch den Oberförster, zur Vermeidung einer Totalverschüttung das Gesamtvolumen zu vergrößern, war die Geburtsstunde des Lawinenairbags.
Nachdem Josef Hohenester 1980 das Patent an Peter Aschauer verkauft hatte, begann dieser im gleichen Jahr mit der Entwicklung eines Systems, das im Notfall eine Volumenvergrößerung innerhalb von wenigen Sekunden ermöglichen und dabei den Schneesportler nicht behindern sollte. Die ersten funktionsfähigen Lawinenairbags wurden von der ABS Peter Aschauer GmbH (Seit 2017: ABS Protection GmbH) hergestellt und waren 1985 verfügbar. Sie basierten auf einem großen, zentral auf dem Rücken untergebrachten Airbag mit einem Volumen von 150 Litern.
1996 folgte die Umstellung auf zwei seitlich angebrachte, bewegliche Airbags mit einem Gesamtvolumen von 170 Litern. Außerdem wurde die Seilzugauslösung zum Aufblasen der Airbags auf eine schnellere und erheblich zuverlässigere pyrotechnisch-pneumatische Auslösung umgestellt.
2016 entwickelte das Unternehmen den ersten Lawinenrucksack mit integrierter Fernauslösung. Diese ermöglicht den Nutzern des Lawinenrucksacks, zuvor gruppierte weitere Rucksäcke über den eigenen Auslösegriff bis zu einer Distanz von ca. 300 m auszulösen.

## Aufbau und Funktionsprinzip

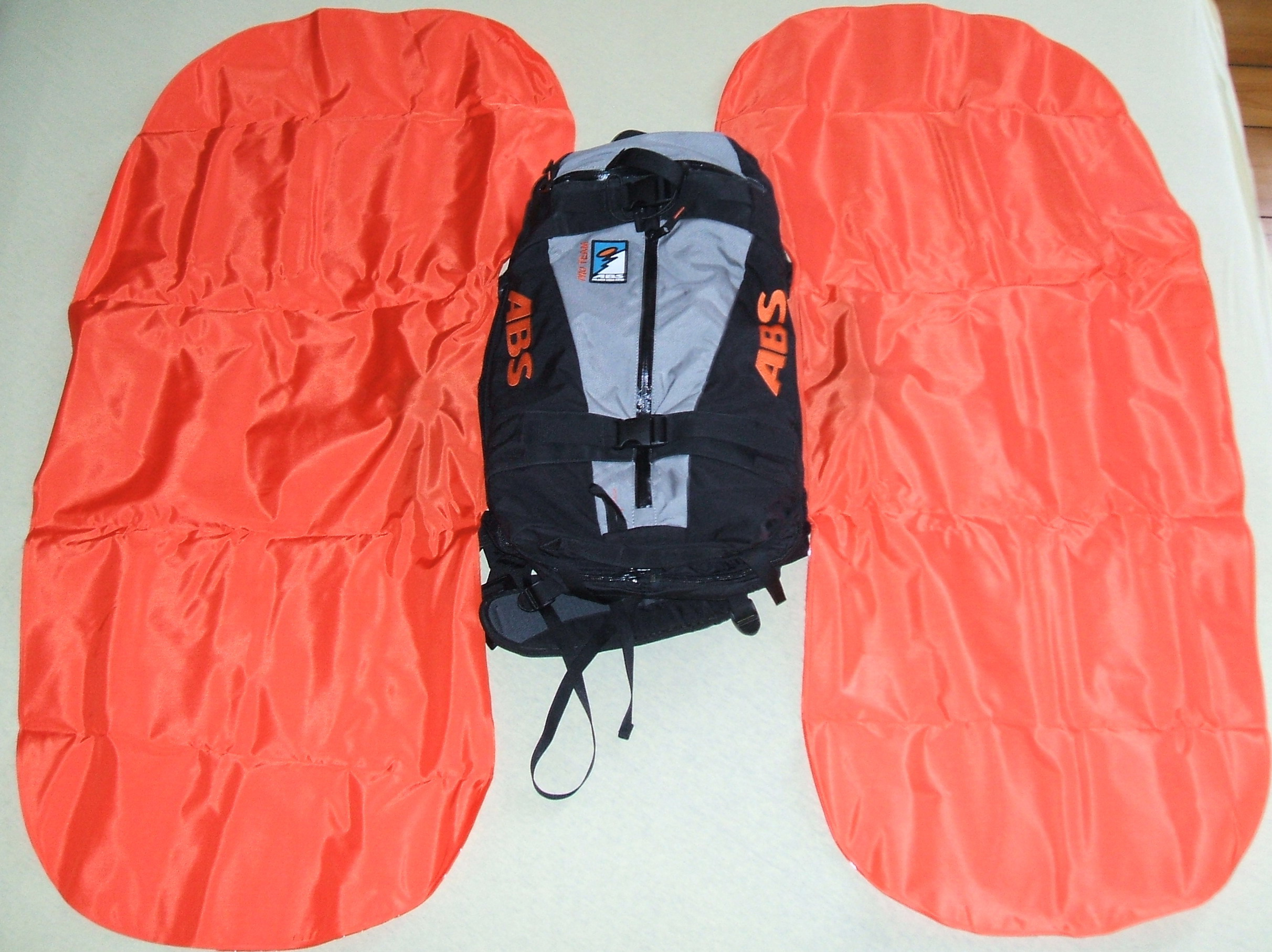
Lawinenairbag mit zwei ausgefalteten Ballonen

Ein Lawinenairbag ist in einem Rucksack integriert und besteht aus zwei voneinander unabhängigen, signalfarbenen Polyamid-Ballonen, die sich zusammengefaltet an der rechten und linken Seite im Rucksack befinden. Wenn der Schneesportler von einer Lawine erfasst wird, kann er durch Zug an einem Griff an der Vorderseite des Rucksacks das Aufblasen auslösen. Mit Hilfe einer Stickstoffpatrone mit einem Druck von ca. 300 bar werden die Airbags innerhalb von 1–2 Sekunden zu einem Gesamtvolumen von ca. 170 Litern aufgeblasen. Es gibt Lawinenairbags, die nur einen Ballon in Form einer „Nackenstütze“ mit bis zu 200 Litern Volumen aufblasen.
Das Zusatzvolumen soll die Verschüttung des Opfers durch die Lawine verhindern, denn nahe der Schneeoberfläche sinkt das Risiko zu ersticken. Das Opfer kann schneller gefunden werden und sich eventuell selbst befreien. Bleibt das Opfer an der Schneeoberfläche, liegt dessen Mortalitätsrisiko zwischen 3 und 4 %, bei ganz verschütteten Personen beträgt es etwa 54 %. Auch für nicht ganz Verschüttete besteht Lebensgefahr, denn mindestens jedes siebte Todesopfer, das an der Oberfläche bleibt, stirbt an schweren Verletzungen.
Ein komplett ausgerüsteter Skifahrer mit aufgeblasenem Lawinenrucksack hat eine mittlere Dichte von ca. 400 kg/m³, während man für fließenden Lawinenschnee eine mittlere Dichte von 300 kg/m³ annimmt. Dass ein Lawinenopfer mit einem  aufgeblasenen Lawinenairbag eher an der Oberfläche liegen bleibt, kann also nicht durch den hydrostatischen Auftrieb erklärt werden. Der physikalische Hintergrund für das Aufschwimmen ist der Paranuss-Effekt. Dieser führt dazu, dass sich in einem fließenden Medium wie einer Lawine die volumenmäßig größeren Körper an der Oberfläche absetzen, während die kleineren Körper zu Boden sinken, da sie sich dichter aneinanderlagern können und daher eine vergleichsweise sehr hohe Gesamtdichte einnehmen. Dieser Effekt lässt sich auch in einer Schale mit Müsli beobachten, wenn diese gerüttelt wird. Die größeren Müsli-Bestandteile steigen auf, die kleineren Müsli-Bestandteile sinken ab. Daher wird dieser Effekt von Körpern in bewegten Medien umgangssprachlich auch Müsli-Effekt genannt.
Lawinenrucksäcke werden von diversen Herstellern angeboten, können wiederverwendet werden und wiegen ab 2 kg. Sie unterscheiden sich bezüglich der technischen Umsetzung, basieren aber alle auf dem „Müsli-Effekt“.
Ein Lawinenrucksack ist eine Ergänzung, aber kein Ersatz der Standardausrüstung für Tourengeher und Variantenfahrer. Auf das Mitführen von LVS-Gerät, Lawinenschaufel und Lawinensonde kann nicht verzichtet werden.

## Funktionale & statistische Untersuchungen durch das SLF
Versuche des Eidgenössischen Instituts für Schnee- und Lawinenforschung (SLF) im Februar und März 2001 sollten die Wirksamkeit von Lawinen-Rettungsgeräten klären. Bei einem umfangreichen Test am 16. März 2001 wurden mit Hilfe von künstlich ausgelösten Lawinen 3 von 7 (ca. 42 %) der menschenähnlichen Attrappen mit Lawinenairbag vollständig verschüttet. Die 3 Dummys waren nicht an der Oberfläche sichtbar. Deren Verschüttungstiefe war aber geringer als bei den totalverschütteten Dummys ohne einen Lawinenairbag. Die Airbags aller 7 Dummys waren an der Schneeoberfläche sichtbar und hätten im Ernstfall die Rettungsdauer erheblich verkürzt.
Im Vergleich dazu wurden 5 von 6 Dummys (ca. 83 %) ohne Lawinenairbag vollständig verschüttet.

Nach einer statistischen Analyse von 86 dokumentierten Lawinenunfällen in den Jahren 1991 bis 2005 durch das SLF haben 95 % der Personen mit einem Lawinenairbag den Lawinenabgang überlebt. Insgesamt konnte festgestellt werden, dass die Überlebenschance bei allen nicht oder nur teilweise verschütteten Personen mindestens 97 % beträgt.

„Von den derzeit verfügbaren Systemen bietet der Lawinenairbag die größten Chancen, einen Lawinenunfall zu überleben.“